# داف سی‌اف
داف سی‌اف (انگلیسی: DAF CF) مجموعه‌ای از کامیون‌ها است که از سال ۱۹۹۲ تا اکنون در سه نسل (نسل اول ۱۹۹۲ تا ۱۹۹۷)، (نسل دوم ۱۹۹۸ تا ۲۰۰۰)، (نسل سوم ۲۰۰۰ تا کنون)، توسط تولیدکننده هلندی کامیون، داف تولید شد. این کامیون‌ها فقط برای بازار انگلستان در شهر آیندهوون مونتاژ و تولید می‌شد.

## نگارخانه

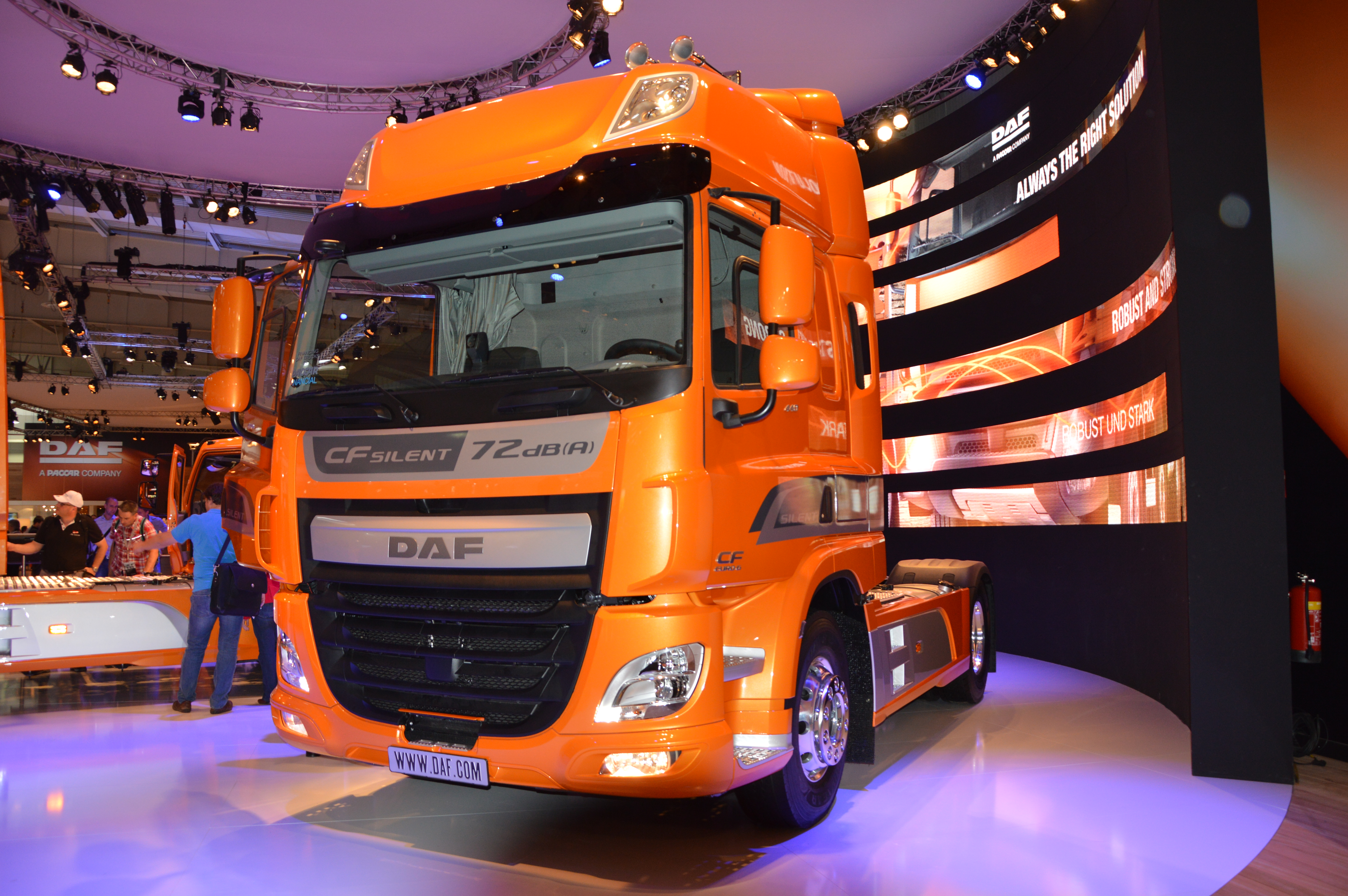
داف سی اف در نمایشگاه کامیون
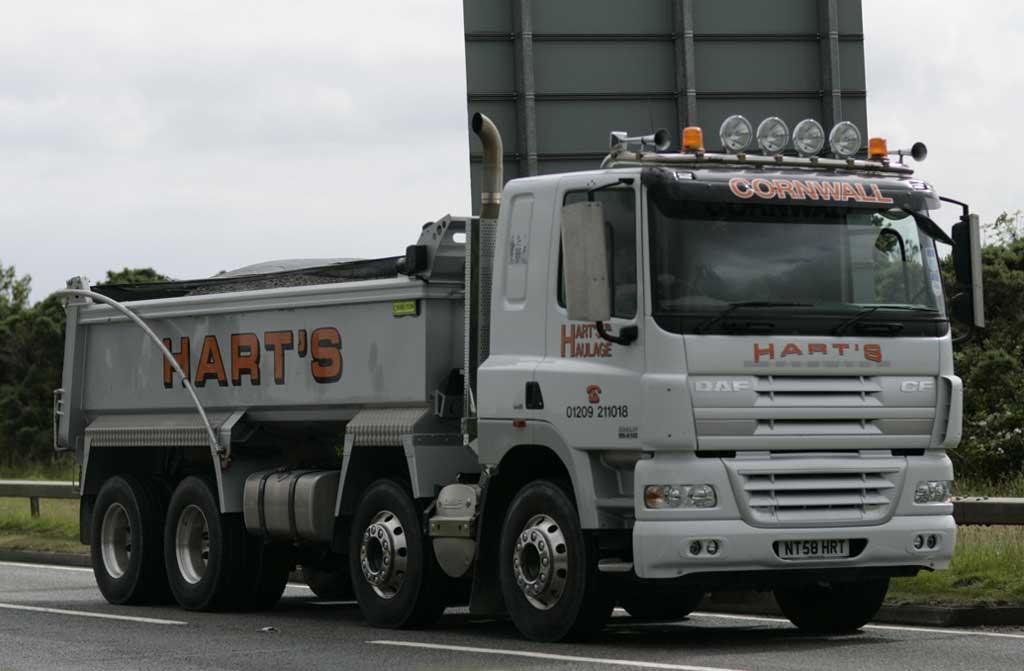
(24636296991).jpg